# 水中的女人
是一部2006年的奇幻電影，由執導、編劇、製作，同時擔任製作人的還包括山姆·莫瑟和喬絲·L·羅傑古絲。2006年7月21日於美國上映，同年8月18日於香港及台灣上映。

## 故事劇情
克利夫兰德（保罗·加麦迪飾演）是一名公寓大廈管理員，某天他在所管理的游泳池中救起了一名年輕少女。克利夫兰德發現她竟是床邊故事裡角色的現實化身，而且她正試圖要完成回到家鄉的旅程。克服不信任感後，克里夫蘭將要靠著公寓住戶們，保護這名少女免於受到神祕怪物的攻擊，平安回到她的世界。

### 劇情細節
在摔倒並昏迷在費城公寓的泳池中之後，大廈管理員克利夫兰德（Cleveland Heep）發現自己被一名纖細又神祕的女子所救，她名為絲朵莉（Story，「故事」之意；布莱斯·达拉斯·霍华德飾）。克里夫蘭告訴絲朵莉她必須要回家，他並要帶著她到外面（當她在睡覺時）呼吸一點晚上的新鮮空氣；沒想到克里夫蘭突然在樹叢中發現有東西移動的蹤影。那個東西開始變大，吵醒了絲朵莉，並且開始追蹤他們。絲朵莉開始大聲尖叫，但他們及時躲進克里夫蘭的小屋中。隔天，克里夫蘭找來了當地的動物管理警察，但警察卻對克里夫蘭「一隻有著像草地般外皮的大野狼」的描述感到困惑。當獨自待在小屋中時，絲朵莉發現了克里夫蘭的日記，藉由閱讀日記，她發現了他不為人知的可怕過去；克里夫蘭原本是一位醫生，但在妻子和小孩被殺害後就失去了他生命的目標，也放棄了醫生的工作。
絲朵莉告訴克里夫蘭她是一個「娜芙」（narf），於是克里夫蘭去詢問韓國移民崔榮淑（Young-Soon Choi）「娜芙」的含意。崔榮淑的母親曾告訴她一個古老的傳說故事，其中就有提到這種生物。不過由於年代久遠，她也全部忘光了。在崔榮淑的祖母（以及由她充當翻譯）幫助下，克里夫蘭得知「娜芙」原來是水中仙女的意思。絲朵莉是來自「藍色世界」，被派到人類世界來「喚醒」一個能幫助世界的人（被稱為「使者」）。他也發現那天看見的神祕怪物叫做「史鋼」（scrunt），會殺死所有離開藍色世界的娜芙。這種怪物非常強壯、兇猛、而且聰明。此外，牠們能完全隱身在草地上，不被人類看見。為了控制這些怪物和其他的生物，那個世界的規則和法律由三隻猴子般的生物維持，牠們被稱為「殺無赦」（tartutic），並且也是「史鋼」唯一害怕的東西。在發現這個事實之後，克里夫蘭詢問絲朵莉關於「使者」的特徵描述，以幫助她尋找，但絲朵莉僅知道她要找的使者是一名作家。
克里夫蘭一一詢問住戶們是否為作家，他最後找到了維克（Vick；奈特·沙馬蘭飾演），一個和姊姊住在一起的年輕作家，但正陷入靈感枯竭的困擾。克里夫蘭因此相信他就是「使者」，並且讓他和朵莉絲見面。當見到絲朵莉時，維克覺得自己好像有「甦醒」的感覺，思緒變得清晰，也有能力完成他正在撰寫的書。由於絲朵莉的任務也已經完成，可以返回藍色世界。
在她要準備回到家鄉的那個晚上，發生了意外，史鋼攻擊了她，破壞了那個世界的秩序，並讓絲朵莉受到重傷。克里夫蘭救了她，兩人一起逃回公寓大樓內。考慮到將朵莉絲帶回外面克里夫蘭的小屋中（並且可能會被史鋼再次攻擊）太過冒險，克里夫蘭於是帶者絲朵莉上樓，讓她在維克和他姊姊的房間內休息。為了避免讓絲朵莉身上的傷口產生毒素，克里夫蘭潛進泳池中尋找絲朵莉從家鄉帶來的藥劑，這種藥劑能控制絲朵莉受到的傷害。
克里夫蘭詢問榮淑的母親，是否有可以幫助娜芙的人類。在床邊故事中，能幫助娜芙的人類角色分別是「解謎者」、「守護者」、「公會」和「治療者」。為了要找到這些能幫助娜芙的人們，克里夫蘭請教了一位他相信在故事寫作方面的專家，也就是一位剛搬進公寓的影評人，法柏先生（Mr. Farber；飾演）。法柏對於一般電影的故事設定和角色選擇的分析，讓克里夫蘭發現了找到這些幫手的線索。
被克里夫蘭認定為是「公會」的一群男人（整天無所事事，又有重度煙癮的住戶），將要和其他的住戶們一起舉行一場派對，為了在絲朵莉的朋友「大鷹龍」（Great Eatlon）來接她時能掩護她的行蹤，而影評人法柏先生卻認為是為她而辦的歡迎會，結果事情並未如想像中的進行。公會成員無法讓樂團準時開始演奏，並且離開他們原本負責的崗位去幫助不舒服的派對客人。維克的姊姊正透過手持的一枚鏡子監視史剛的行動時，卻被其他人撞倒在地。她的鏡子破了，使得她無法繼續監視怪物的動向。這讓正在等待大鷹龍的絲朵莉暴露在危險之中，當所有人的注意力都被一顆氣球破裂吸引過去時，史剛攻擊了絲朵莉。克里夫蘭及時救回了正被史剛拖走的絲朵莉，但是她已經受到重傷，陷入瀕死邊緣。克里夫蘭認定的幫手們，開始懷疑自己是否真的能夠幫助絲朵莉，因為每一件事情都出了問題。他們詢問克里夫蘭為何會認定他們就是故事中的角色，克里夫蘭告訴他們是影評人法柏指導他的，告訴他這種人或這樣的一群人一定就是。住戶們便質疑究竟是什麼樣的人如此自大，認為自己可以完全了解別人的想法。由於公會成員沒有把門關緊，史剛這時悄悄溜進公寓大樓內。不久之後，影評人法柏走進了史剛所在的走廊中，他看見史剛，便發表了一場關於電影走向的演說，他說「在一部沒有人死亡、也沒有人露點的電影中，不討喜的配角通常不會被殺」，正當他轉身試圖逃跑時，史剛衝向法柏先生並咬死了他。
克里夫蘭此時了解他錯認了能幫助絲朵莉的人。原本的解謎者也發現其兒子才是真正的解謎者，於是他的兒子解讀出了真正的公會成員，是七名「姊妹」。克里夫蘭原以為貝爾太太就是治療者，但在她的觀察幫助下，克里夫蘭發現自己才是真正的治療者。於是在真正的公會成員和治療者的幫助下，絲朵莉醒過來了。他們於是將絲朵莉帶到游泳池畔。正當他們靠近時，史剛發動了攻擊，但卻剛好被雷吉（一名擁有強壯手臂的住戶，此刻被發現是真正的守護者）的眼睛牽制住了行動。在克里夫蘭的催促之下，雷吉慢慢前進將史剛逼退。此時從附近樹梢上跳下來的「殺無赦」，開始攻擊史剛，並將牠打死。大鷹龍成功的將絲朵莉帶回藍色世界。
離開前，絲朵莉告訴維克關於他的未來：他的作品將會啟發一個小男孩，這名小男孩有一天將會成為美國總統，並且將會幫助整個世界。小男孩將沒有機會見到維克，因為維克將會遭到被他的書激怒的人殺害。維克的姊姊將會有七個小孩，而他可以見到前兩個。克里夫蘭則不願讓絲朵莉告知他的未來。

### 主題：認同與彼此的連結
娜芙（絲朵莉）和那些幫助她的人，都在電影劇情裡描述的傳說中，對自我的角色和認同現入困惑。絲朵莉不相信她就是能夠徹底啟發人類的「娜芙夫人」（Madam Narf）。即使克里夫蘭曾經是醫生，他也很難相信自己就是治療者。年輕作家維克和他的姊姊，也難以相信他將會寫出一本書，將來能啟發一位偉大的美國總統。影評人，哈利·法柏，他自信滿滿的預測故事中什麼人將扮演什麼樣的角色，最後被證明都是錯的，而且還被史剛殺死。電影表現了故事中每一個人不論對自己有什麼樣的評價，都是相當重要的。不論自己有沒有曾經思考過或是察覺到，都會對整個世界帶來影響。電影中的每個角色都有一些心裡上的陰影，尤其是克里夫蘭。他們都需要一些治療以幫助他們在自己的世界中前進。這點在治療絲朵莉時表現出來，也同時是對其他人的一種治療。此外電影的主軸也表現出彼此連結的重要性。在他的童話故事中，奈特·沙馬蘭使用了一種世界文學領域中經典符號：水。水代表著純淨、淨化和不可抵擋的能量。

## 製作
這部電影原本預計由迪士尼發行。但在製作總監尼娜·賈克布森（Nina Jacobson）和其他人對於劇本提出強烈批評後，奈特·沙馬蘭便離開了迪士尼而轉往華納兄弟（Warner Bros.） 。
奈特·沙馬蘭在他的家鄉費城近郊進行電影拍攝，他們在萊維敦（Levittown）附近的倉庫中搭建的電影場景，其中包含公寓設施和一半的市街場景。大部分的拍攝都是在倉庫中完成的。

## 演員
| 演員            | 角色                            |
| 保羅·吉馬蒂     | 克里夫蘭·希普                   |
|                 | 絲朵莉                          |
|                 | 哈利·法柏                       |
|                 | 杜瑞先生                        |
| 莎莉塔·喬杜芮   | 安娜·瑞恩（Anna Ran）           |
| 佛瑞迪·羅瑞格茲 | 雷吉（Reggie）                  |
|                 | 利茲先生（Mr. Leeds）           |
|                 | 留鬍子的吸菸者（Goatee smoker） |
| 瑪莉·貝斯·荷特  | 貝爾太太（Mrs. Bell）           |
| Cindy Cheung    | 崔榮淑（Young-Soon Choi）       |
|                 | 維克·瑞恩（Vick Ran）           |

## 票房
在美國上映首週末（2006年7月21日—23日），電影票房成績總共為1820萬美元，在該週末的全美票房排行榜位居第三。與奈特·沙馬蘭另外五部主要作品相比，這是票房最低的一部。由於其負面的影評和不佳的口碑，第二週的票房成績便巨幅下滑至710萬美元，累積票房總成績僅有3,200萬美元。第三週的情況也沒有好轉，票房再次下滑62.1%，掉到270萬美元。截至2006年8月24日日為止，總票房為46,234,380美元 （页面存档备份，存于）。無法與其7,500萬美元的製片預算和7,000萬的廣告支出 （页面存档备份，存于）打平。
台灣方面，台北市首週末（2006年8月18日—8月20日）票房為新台幣313萬元（約9.5萬美元），排名第4。第二週票房下跌71.9%，為新台幣88萬元，排名第8。第三週再下滑至新台幣23萬元，至2006年9月3日止總票房為新台幣620萬元（約18.9萬美元）。

## 評價
《水中的女人》獲得負面居多的評價，爛番茄根據212條（53條好評，159條差評）評論，獲得25%新鮮度，平均得分4.3/10，共識評價寫道：「一個牽強的故事，幾乎沒有懸念和令人信服的場景，《水中的女人》感覺做作，自命不凡，而且相當愚蠢」，Metacritic根據36條評論，獲得36分（滿分100分），代表「負面評價為主」。
在第27 屆金酸莓獎上，《水中的女人》獲得了四項最差影片和最差劇本提名，並獲得兩項最差導演獎和最差男配角獎。

## 外部連結
- 水中的女人官方網站（英文）
- 互联网电影数据库（IMDb）上《水中的女人》的资料（英文）
- 爛番茄上《水中的女人》的資料（英文）
- Box Office Mojo上《水中的女人》的資料（英文）